# Heini Dittmar
Heinrich „Heini“ Dittmar (* 30. März 1911 in Bad Kissingen, Unterfranken; † 28. April 1960 bei Mülheim an der Ruhr) war ein deutscher Segelflieger, Raketenflugzeugflieger, Konstrukteur und Testpilot.

## Jugend und Dreißiger Jahre
Angeregt vom Vorbild seines segelfliegenden Bruders Edgar machte Dittmar nach der Schulzeit eine Lehre an der Deutschen Forschungsanstalt für Segelflug (DFS). Außerdem besuchte er in Schweinfurt die Handelsschule. Im Jahr 1929 trat er der Rhön-Rossitten-Gesellschaft bei und legte mit 18 Jahren die Segelflugprüfungen A und B ab. Im Alter von 21 Jahren errang er im Jahre 1932 mit einem selbstgebauten Segelflugzeug (Condor) den ersten Sieg seiner Klasse im Rhön-Segelflugwettbewerb. Danach engagierte er sich als Forschungsflieger.
Nach Erfolgen im Fernsegelflug wurde Dittmar 1934 zusammen mit Hanna Reitsch und Wolf Hirth Mitglied der deutschen Segelflugexpedition nach Argentinien, wo er neue Höhenweltrekorde für Segelflugzeuge (am 16. Februar 1934 über 4350 m) aufstellte. 1934 stellte Dittmar mit der Fafnir II einen erneuten Langstreckenweltrekord mit einem Flug von der Wasserkuppe nach Libáň über 375 km auf und wurde mit dem Hindenburg-Pokal ausgezeichnet. Es folgte ein Höhenrekord von 2700 m für zweisitzige Segelflugzeuge. 1936 gelang ihm die erste Alpenüberquerung im Segelflugzeug und im Folgejahr der Sieg beim Alpensegelflugwettbewerb. Mit dem Sieg im Rhönwettbewerb von 1937, der später als 1. Weltmeisterschaft im Segelflug anerkannt wurde, krönte Heini Dittmar seine Laufbahn als Segelflieger. Außerdem wurde ihm das goldene Leistungsabzeichen im Segelflug Nr. 1 verliehen. Die ISTUS verlieh im 1938 ihre Goldmedaille.

## Zweiter Weltkrieg
Dittmar war seit 1936 bei der DFS und ab 1939 bei der Messerschmitt AG als Versuchspilot tätig. Dort erprobte er unter anderem die Raketenflugzeuge DFS 194 und Me 163A. Mit dem Raketenflugzeug Me 163A V4 (KE+SW) erreichte Heini Dittmar am 2. Oktober 1941 bei einem Versuchsflug erstmals 1003,67 km/h und überschritt damit als erster Mensch die 1000-km/h-Marke mit einem Flugzeug. Am 6. Juli 1944 erreichte Heini Dittmar mit der Me 163 B V18 Komet VA+SP eine Geschwindigkeit von 1130 km/h. Bei einem Erprobungsflug mit einer Me 163 im Jahr 1942 wurde Dittmar schwer verletzt.

## Nachkriegszeit

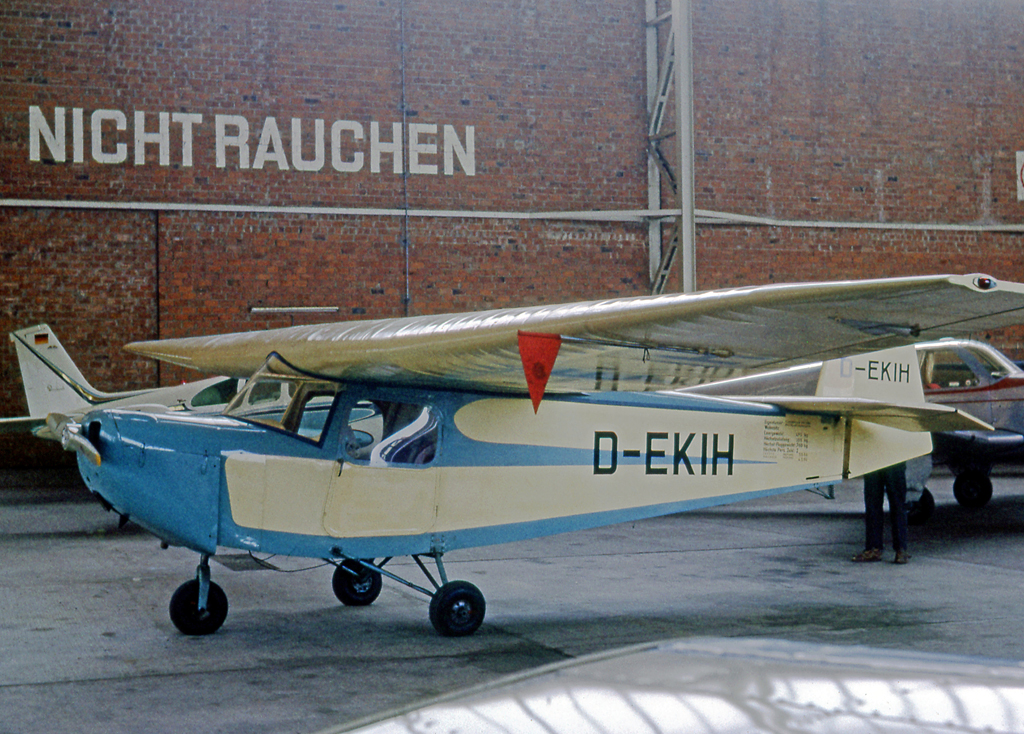
HD 153 Motor-Möwe

Nach der Aufhebung des alliierten Flugverbots widmete sich Dittmar ab 1951 wieder dem Flugzeugbau. Er starb 1960, als er bei einem Probeflug mit seiner Eigenkonstruktion HD-153 Motor-Möwe in der Nähe des Flugplatzes Essen-Mülheim abstürzte, nachdem in etwa 200 m Höhe das linke Querruder abmontiert hatte. Dittmar sprang in etwa 50 m Höhe mit dem Fallschirm ab, zu tief, als dass sich die Kappe noch wirksam hätte öffnen können.
Die anfangs als Segelflugzeug unter dem Namen HD 53 Möwe konstruierte Maschine (später HD 153A-1 bzw. HD 156A-1) hatte im Jahr 1953 ihren Erstflug, jedoch zog sich ihre Musterzulassung bis 1957 hin. Am Ende wurden nur acht oder neun HD 153 und sieben HD 156 (luxuriösere Variante der HD 153) der mit 71 kW starkem Continental C-90-Motor ausgerüsteten Flugzeuge gebaut.

## NS-Bezug
Während und nach dem Zweiten Weltkrieg war Heini Dittmar als Flugzeugkonstrukteur und Versuchsflieger tätig, blieb aber im Sinne des Nationalsozialismus weitgehend unpolitisch. Zur Heranbildung von fliegerischem Nachwuchs und nicht zuletzt für die im Aufbau befindliche Luftwaffe machten sich die Nationalsozialisten auch die nach dem Ersten Weltkrieg aufgekommene Segelflugbegeisterung zunutze. Der bei aller Bescheidenheit auch im Ausland sehr populäre Dittmar stellte durch sein Auftreten und seine Erfolge die denkbar beste Werbung für den Segelflug dar, die mit jugendgerechten Büchern über Dittmars sportliche Leistungen bis in den Krieg hinein betrieben wurde.

## Ehrungen
- 1934 Hindenburg-Pokal (Segelflug) für zwei internationale Rekorde und besondere Streckenleistung
- In der Stadt seines Todes, Mülheim an der Ruhr, sowie in Augsburg und Schweinfurt tragen Straßen seinen Namen (Heini-Dittmar-Straße), ebenso in Kiel-Holtenau (Dittmarweg).[7]